# Portknockie

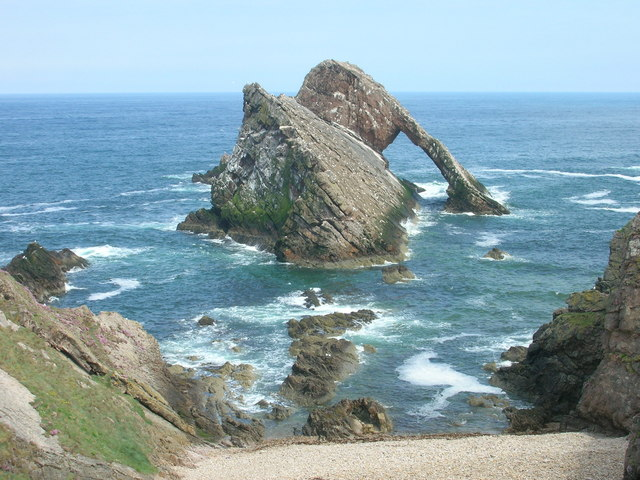
Il Bow Fiddle Rock, arco naturale nei dintorni di Portknockie

Portknockie (in gaelico scozzese: Port Chnocaidh) è una località balneare e villaggio di pescatori della Scozia nord-orientale, che fa parte dell'area amministrativa del Moray e che si affaccia sul Moray Firth (mare del Nord). Anticamente un burgh, conta una popolazione di circa 1.200-1.300 abitanti.

## Geografia fisica

### Collocazione
Portknockie si trova a circa 2 miglia ad ovest di Cullen.

## Società

### Evoluzione demografica
Al censimento del 2011, Portknockie contava una popolazione pari a 1.269 abitanti.
La località ha conosciuto incremento demografico rispetto al 2001, quando contava 1.217 abitanti, anche se il dato è inferiore al 1991, quando il villaggio contava 1.296 abitanti.

## Storia
Il villaggio di Portknockie fu fondato nel 1677, da un gruppo di pescatori provenienti da Cullen.
A partire dal 1886 il villaggio iniziò ad essere collegato da una ferrovia e nel 1890 fu costruito il porticciolo.
Nel corso del XIX secolo, rivestì quindi una notevole importanza come porto peschereccio. In quel periodo vi si potevano trovare attraccate circa 150 barche.
La località conobbe un notevole sviluppo negli anni venti del XX secolo, quando vi si trovava una cinquantina di esercizi commerciali.
Ancora nel 1929, a Portnockie erano attraccate 58 barche da pesca a vapore e vi erano impegnati 550 equipaggi.

## Fauna
La località è un punto di osservazione dei delfini.

## Monumenti e luoghi d'interesse
La parte più antica della città si può ammirare appena sopra il porto, dove si trovano le case dei capitani del XIX secolo.
La maggior attrazione turistica di Portnockie è tuttavia rappresentata dal Bow Fiddle Rock, un arco naturale alto 8.000 piedi, di cui si hanno notizie sin dal 1677.